# Polly Woodside
Le Polly Woodside est un trois-mâts barque à coque en fer construit à Belfast en Irlande du Nord en 1885. Il est désormais conservé à Melbourne, dans l'État de Victoria (Australie) en tant que navire musée du  Musée Maritime de Melbourne. Polly Woodside est typique de milliers de barques de fer à voile destinées au commerce en eau profonde dans le monde entier et conçues pour être exploitées le plus économiquement possible.

## Voyages 1885–1904
Polly Woodside a été construit au chantier naval Workman, Clark and Co à Belfast en 1885, pour William J. Woodside and Co. Il a été lancé le 7 novembre 1885 et son baptême effectué par l'épouse du propriétaire, Mme Marian ("Polly") Woodside. Polly Woodside a d'abord fonctionné comme navire de charge transportant le charbon, le nitrate et le blé entre les ports britanniques et les ports de l'Amérique du Sud, tels que Montevideo, Valparaiso et Buenos Aires. En seize voyages, entre décembre 1885 et août 1903, il a franchi plusieurs fois le Cap Horn. Son équipage, y compris le capitaine et son second, était généralement inférieur à 20.

## Voyages 1904–1922

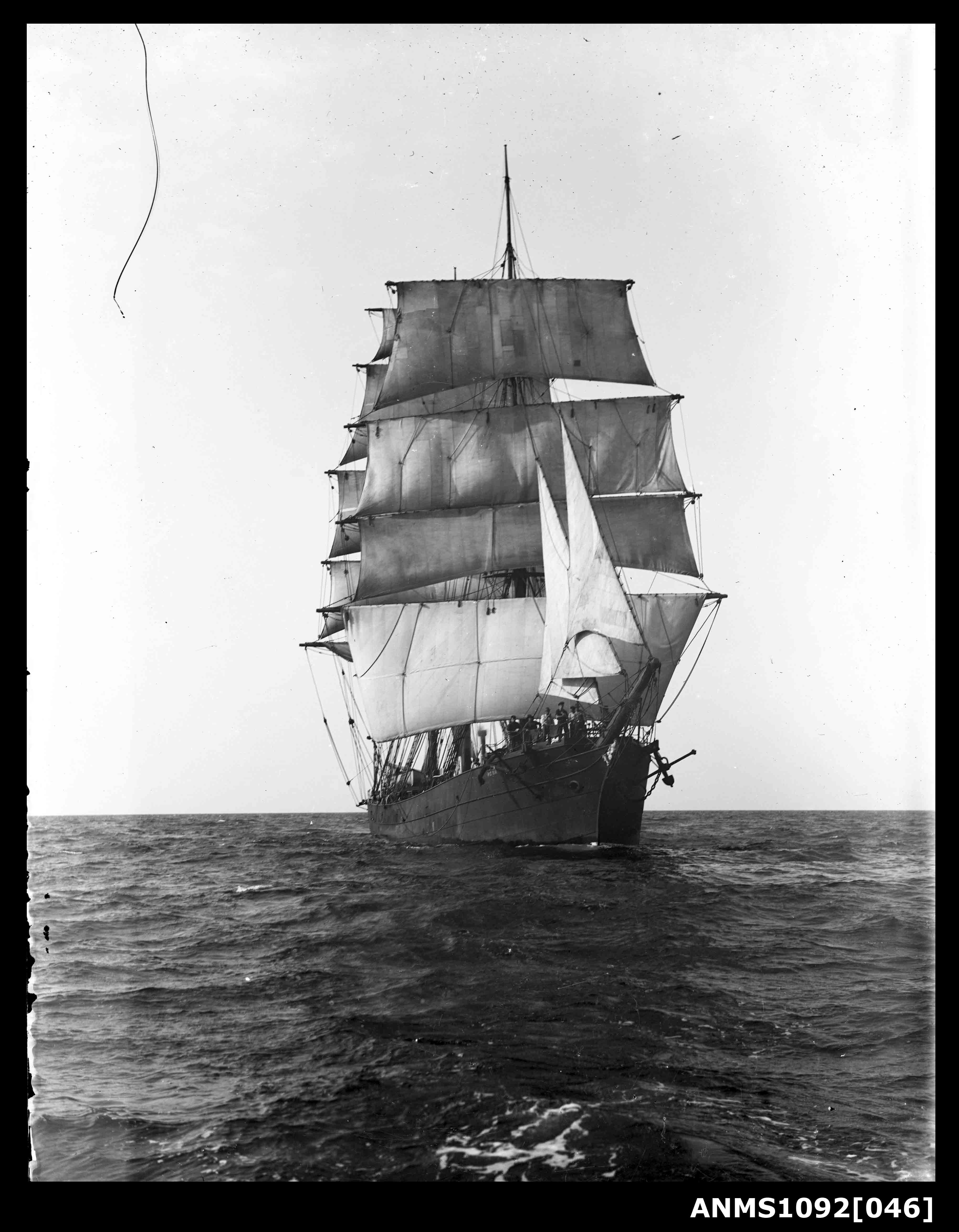
Le Rona en 1910

En 1904, Polly Woodside a été vendu à A.H. Turnbull de Nouvelle-Zélande et renommé Rona. Il opérait alors généralement sur le parcours Nouvelle-Zélande Australie, transportant du bois, du sel, du ciment, des céréales et du charbon. Le navire a changé de mains en 1911 au capitaine Harrison Douglas, de la Nouvelle-Zélande et de nouveau en 1916 à la George H. Scales Company. En raison de la forte perte de navires dans la guerre de 1914-1918, Rona a également fait du commerce entre les ports de Nouvelle-Zélande et San Francisco, transportant de l'huile et du coprah.
Deux mésaventures se sont produites au cours des dernières années de la carrière du voilier-cargo. En mars 1920, la goélette W.J. Pirie, remorquée dans le port de San Francisco, entre en collision avec Rona à l'ancre. Puis, en juin 1921, le Rona, transportant une cargaison de charbon, échoua à Steeple Rock, au large de Wellington. La coque a été peu endommagée et il a pu être remorqué dans le port de Wellington. Cependant, de légères fractures de contrainte au bordé de coque pouvaient encore être observées lorsque le navire a été mis en cale sèche en 1974.

## En tant que soute à charbon 1922–1962
L'historien maritime Georg Kåhre (en) a décrit le début des années 1920 comme l'abandon définitif de la voile par la plupart des nations maritimes du monde. Cependant, en 1922, Quelques plus grands voiliers ont défié cette tendance, mais pas le Rona relativement petit. En septembre 1921, le navire fut désarmé, puis vendu à l'Adelaide Steamship Company (en) pour servir de stockage de charbon en Australie. Le navire est arrivé à Sydney le 8 octobre 1922 et au début de 1923 a été partiellement démoli. En mars 1925, le Rona fut remorquer à Melbourne. Il a passé les 40 années suivantes de manière tout à fait banale, à avitailler des navires au charbon dans le port de Melbourne.
Pendant la Seconde Guerre mondiale, en 1943, il a été réquisitionné comme réservoir à charbon par la Royal Australian Navy. Il a été pris en remorque du ST Tooronga le 28 octobre 1943 et est arrivé à Cairns le 19 novembre 1943. Il a ensuite été pris en remorque par ST Wato  jusqu'à Milne Bay dans les eaux de Nouvelle-Guinée. En 1946, il a été remorqué à Melbourne, reprenant sa carrière en tant que soute de charbon.

## Conservation et restauration depuis 1968
Un certain nombre d'efforts sans enthousiasme ont été faits au milieu du 20e siècle pour préserver le patrimoine nautique de l'Australie. Au début des années 1960, Rona était le dernier navire de son espèce encore à flot en Australie. Quelques autres gisaient pleins d'eau, abandonnés et oubliés, comme le James Craig en Tasmanie ; le Santiago (1856 ship) (en), près d'Adélaïde.
La restauration du Polly Woodside doit beaucoup aux efforts de Karl Kortum, ancien directeur du San Francisco Maritime National Historical Park, qui a inspiré le Dr Graeme Robertson du National Trust of Australia (Victoria) à présenter une proposition pour sauver le navire en 1962. Le National Trust s'est appuyé entièrement sur le travail bénévole et il n'avait aucune expérience dans la restauration d'un voilier. La restauration du Rona/Polly Woodside serait une tâche colossale.
Selon les estimations, 60.000 heures de travail bénévole minutieux ont permis de remettre le navire à neuf près de son état d'origine. Le projet a reçu le soutien fort des entreprises, des syndicats, des anciens membres d'équipage et de plusieurs capitaines. En 1978, le navire a été ouvert sous son nom d'origine au public et est maintenant amarré de façon permanente à la cale sèche sur la rivière Yarra près de Melbourne.
En 1988, le World Ship Trust a décerné son septième prix du patrimoine maritime à Polly Woodside, une première pour un navire marchand restauré. En mars 2007, Polly Woodside a été ajoutée au Victorian Heritage Register (en) (registre du patrimoine victorien).

## Réaménagement et travaux de cale sèche après 2006
Polly Woodside a été fermé au public le 30 avril 2006 pour permettre le réaménagement majeur de la rive sud de la rivière Yarra inférieure. Le réaménagement comprenait des travaux de construction pour le nouveau Melbourne Convention and Exhibition Centre immédiatement à côté du Polly Woodside. Le navire a été temporairement déplacé à environ 50 mètres vers un amarrage sur la rivière Yarra adjacente le 26 août 2008 (son premier déménagement en 33 ans) pour une remise à neuf opérationnelle et la restauration de sa maison en cale sèche, de son trottoir et des anciens hangars adjacents. Polly Woodside a été rouvert au public le 23 décembre 2010.

## Galerie

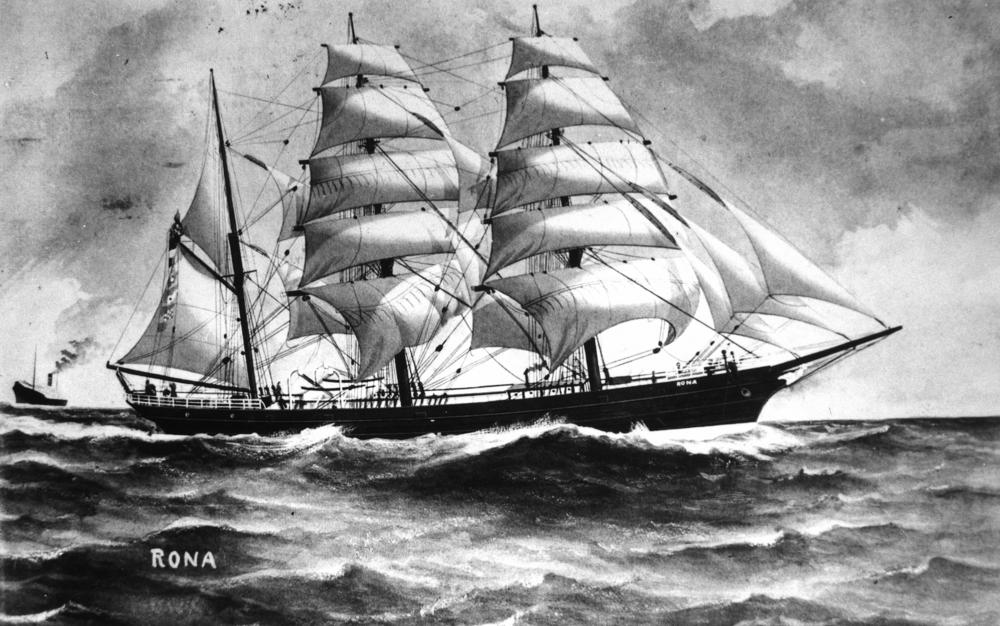
Gravure du Rona
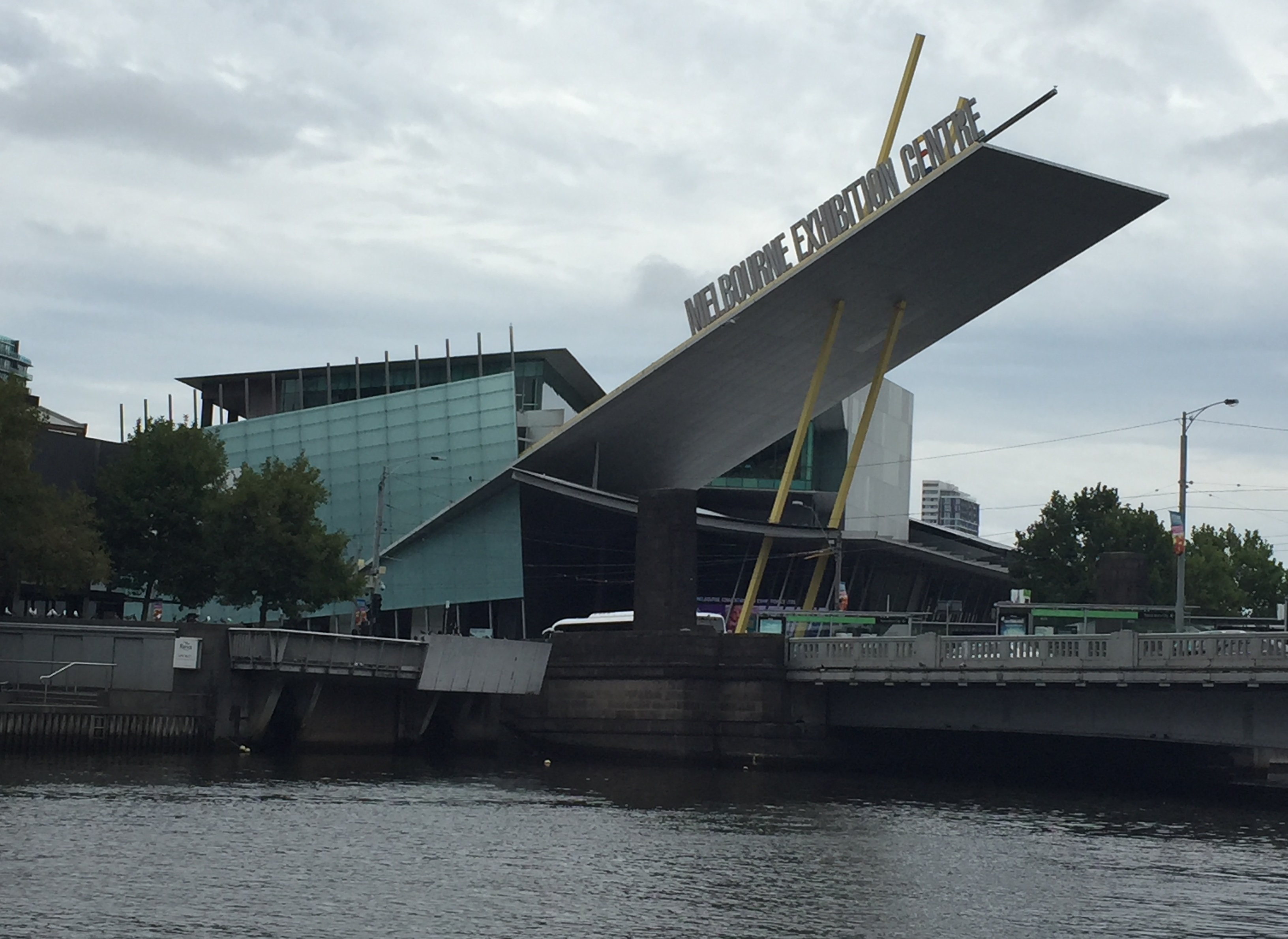
Melbourne Exhibition Centre
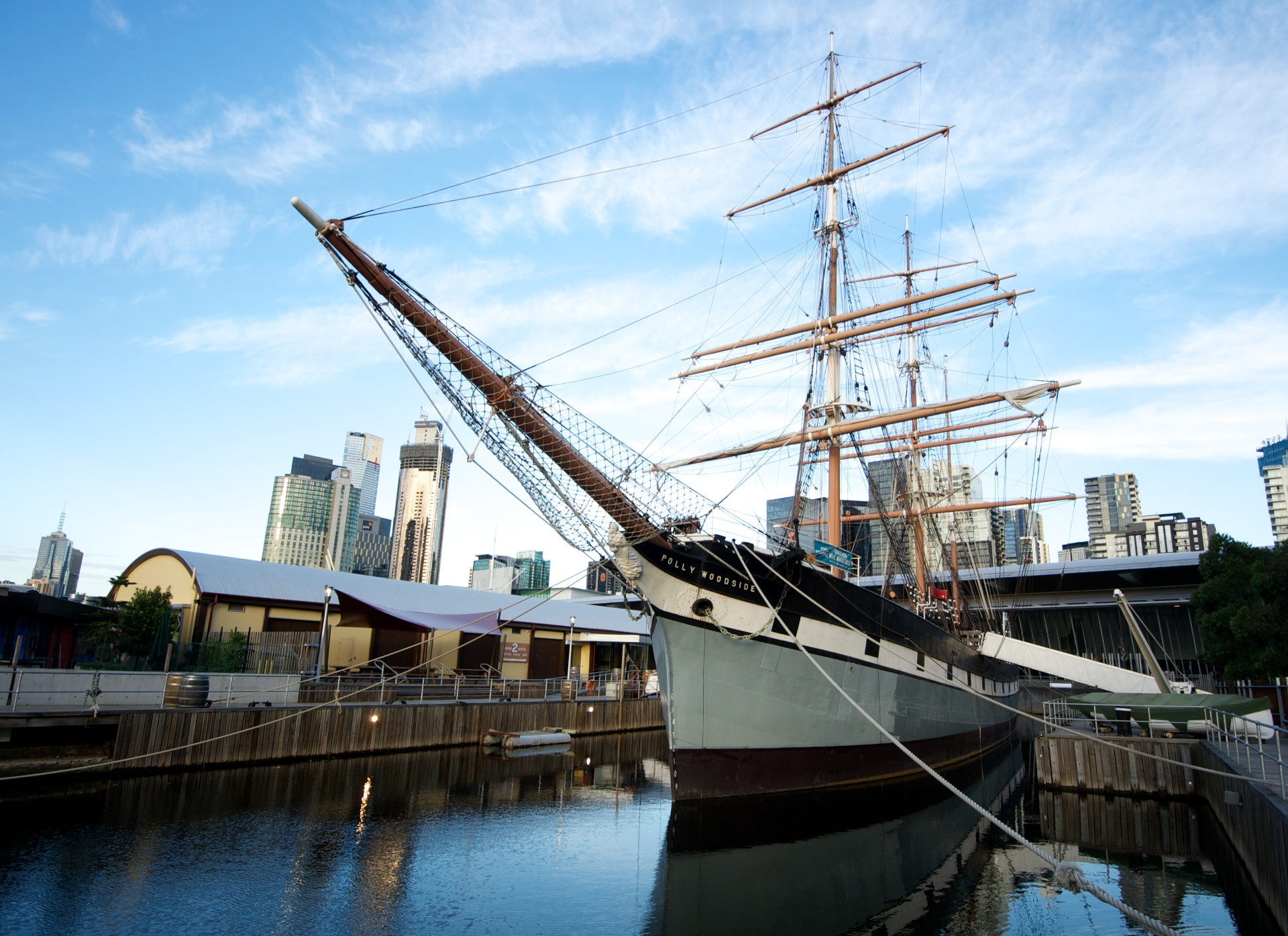
Polly Woodside en 2014